# Смолин, Павел Петрович
Па́вел Петро́вич Смо́лин (род. 28 сентября 1953, Свердловск) — советский и российский путешественник, основатель первого на Урале питомника ездовых собак.

## Биография
Павел Петрович Смолин в 1975 году окончил Уральский горный институт, по специальности «инженер-геофизик». Работал в институте геофизики УНЦ АН СССР, в лаборатории скважинной магнитометрии. Имел разряд кандидата в мастера спорта по зимнему многоборью ГТО. Широкую известность ему принесло участие в качестве штурмана в полярной экспедиции газеты «Советская Россия» (1982—1983). Участник более десятка экспедиций на собачьих упряжках.
Основатель и директор питомника «Эльбрус» по разведению и содержанию собак северных пород (хаски, самоеды, маламуты, лайки). Павел Смолин и его собаки дважды занесены в Книгу рекордов ГИННЕСА, как покорители пика Ленина (1990) и пика Коммунизма (1995). Собаки снимались в ряде художественных фильмов, являлись участниками Всероссийских гонок на собачьих упряжках.
Проживает в Екатеринбурге.

## Награды и звания
- Орден «Знак Почёта», за участие в трансконтинентальной полярной экспедиции газеты «Советская Россия» (1983).
- Почётный полярник.